# العلاقات الجزائرية النيوزيلندية
العلاقات الجزائرية النيوزيلندية هي العلاقات الثنائية التي تجمع بين الجزائر ونيوزيلندا.

## مقارنة بين البلدين
هذه مقارنة عامة ومرجعية للدولتين:
| وجه المقارنة                                              | الجزائر                      | نيوزيلندا                                              |
| --------------------------------------------------------- | ---------------------------- | ------------------------------------------------------ |
| المساحة (كم2)                                             | 2.38 مليون                   | 268.02 ألف                                             |
| عدد السكان (نسمة)                                         | 38.81 مليون                  | 4.24 مليون                                             |
| الكثافة السكانية (ن./كم²)                                 | 16.31                        | 15.82                                                  |
| العاصمة                                                   | الجزائر                      | ويلينغتون، أوكلاند                                     |
| اللغة الرسمية                                             | اللغة العربية، لغات أمازيغية | لغة إنجليزية، اللغة الماورية، لغة الإشارة النيوزيلندية |
| العملة                                                    | دينار جزائري                 | دولار نيوزيلندي، الجنيه النيوزيلندي                    |
| الناتج المحلي الإجمالي (بليون دولار)                      | 170.37 مليار                 | 205.85 مليار                                           |
| الناتج المحلي الإجمالي (تعادل القوة الشرائية) بليون دولار | 582.63 مليار                 |                                                        |
| الناتج المحلي الإجمالي الاسمي للفرد دولار أمريكي          | 4.21 ألف                     |                                                        |
| الناتج المحلي الإجمالي للفرد دولار أمريكي                 | 14.19 ألف                    |                                                        |
| مؤشر التنمية البشرية                                      | 0.745                        | 0.914                                                  |
| رمز المكالمات الدولي                                      | +213                         | +64                                                    |
| رمز الإنترنت                                              | .dz                          | .nz                                                    |
| المنطقة الزمنية                                           | ت ع م+01:00                  | ت ع م+13:00، ت ع م+12:00                               |

## منظمات دولية مشتركة
يشترك البلدان في عضوية مجموعة من المنظمات الدولية، منها:
| علم المنظمة | اسم المنظمة                               | تاريخ انضمام الجزائر | تاريخ انضمام نيوزيلندا |
| ----------- | ----------------------------------------- | -------------------- | ---------------------- |
|             | مؤسسة التنمية الدولية                     | 26 سبتمبر 1963       | 1 أكتوبر 1974          |
|             | يونسكو                                    | 15 أكتوبر 1962       | 4 نوفمبر 1946          |
|             | وكالة ضمان الاستثمار متعدد الأطراف        | 4 يونيو 1996         | 22 أبريل 2008          |
|             | الأمم المتحدة                             | 8 أكتوبر 1962        | 24 أكتوبر 1945         |
|             | الفريق المعني برصد الأرض                  | 2005                 | ?                      |
|             | الاتحاد البريدي العالمي                   | ?                    | ?                      |
|             | البنك الدولي للإنشاء والتعمير             | 26 سبتمبر 1963       | 31 أغسطس 1961          |
|             | المنظمة الهيدروغرافية الدولية             | ?                    | ?                      |
|             | الاتحاد الدولي للاتصالات                  | 3 مايو 1963          | 3 يونيو 1878           |
|             | منظمة حظر الأسلحة الكيميائية              | ?                    | ?                      |
|             | مؤسسة التمويل الدولية                     | 23 سبتمبر 1990       | 31 أغسطس 1961          |
|             | المركز الدولي لتسوية المنازعات الاستشارية | 22 مارس 1996         | 2 مايو 1980            |
|             | منظمة التجارة العالمية                    | ?                    | ?                      |
|             | منظمة الشرطة الجنائية الدولية             | ?                    | ?                      |

## وصلات خارجية
- موقع وزارة الخارجية الجزائرية
- موقع وزارة الخارجية النيوزيلندية